# Nadine Juillard
Pour les articles homonymes, voir Juillard.
Nadine Juillard, née le 4 janvier 1954 à Fismes et morte le 4 décembre 2016 à Courville, est une joueuse internationale française de football, évoluant au poste de milieu de terrain dans les années 1970 et 1980.

## Biographie
Elle évolue au Stade de Reims de 1968 à 1977, remportant trois titres de championne de France de 1975 à 1977. Elle rejoint ensuite l'Olympique de Marseille et termine sa carrière de 1981 à 1985 au RC Saint-Joseph.
Elle est sélectionnée pour le premier match officiel de l'équipe de France féminine, contre les Pays-Bas le 17 avril 1971 à Hazebrouck ; ce match est aussi le premier match international féminin reconnu par la FIFA.
Elle avait toutefois déjà évolué en sélection nationale auparavant, contre l'Italie le 10 juillet 1970 ; mais ce match amical n'est pas reconnu par la Fédération française de football.
Atteinte de la maladie de Charcot, elle s'est battue de nombreuses années. Elle est décédée le 4 décembre 2016.

## Palmarès
- Championne de France en 1975, 1976 et 1977 avec le Stade de Reims.